# 淄青道
淄青道（しせい-どう）は中華民国北京政府により設置された山東省の道。

## 沿革
1915年（民国4年）10月に設置、道尹は益都県に設置され、下部に益都、博山、臨淄、博興、高苑、広饒、寿光、昌楽、臨朐の9県を管轄した。1928年（民国17年）5月に廃止されている。

## 行政区画
廃止直前の下部行政区画は下記の通り。（50音順）
- 益都県
- 高苑県
- 広饒県
- 寿光県
- 昌楽県
- 博興県
- 博山県
- 臨朐県
- 臨淄県